# Leroy Halirou Lita
Leroy Lita, (nascut a Kinshasa, R.D. Congo el 28 de desembre, del 1984) és un futbolista professional de la R.D. Congo que juga de davanter. Ha jugat a clubs com el Reading FC, Charlton Athletic FC, Norwich City FC, Middlesbrough FC, Swansea City AFC, Birmingham City FC, Sheffield Wednesday FC o Notts County FC.